# 1988年カルガリーオリンピックのアメリカ合衆国選手団
1988年カルガリーオリンピックのアメリカ合衆国選手団（1988ねんカルガリーオリンピックのアメリカがっしゅうこくせんしゅだん）は、1988年2月13日から2月28日までカナダのカルガリーで開催された冬季オリンピックのアメリカ合衆国選手団、およびその競技結果。

## 概要
今大会は金メダル2個、銀メダル1個、銅メダル3個の合計6個のメダル獲得に留まった。
フィギュアスケートではアフリカ系アメリカ人のデヴィ・トーマスが銅メダルを獲得した。

## メダル
| メダル | 選手名                              | 競技               | 種目         |
| ------ | ----------------------------------- | ------------------ | ------------ |
| 金     | ブライアン・ボイタノ                | フィギュアスケート | 男子シングル |
| 金     | ボニー・ブレア                      | スピードスケート   | 女子500m     |
| 銀     | エリク・フレイム                    | スピードスケート   | 男子1500m    |
| 銅     | ボニー・ブレア                      | スピードスケート   | 女子1000m    |
| 銅     | デヴィ・トーマス                    | フィギュアスケート | 女子シングル |
| 銅     | ジル・ワトソン ピーター・オペガード | フィギュアスケート | ペア         |